# کولندورف
کولندورف (به آلمانی: Quellendorf) یک منطقهٔ مسکونی در آلمان است که در زودلیشس آنهالت واقع شده‌است. کولندورف  ۱٬۰۲۷ نفر جمعیت دارد.